# John Byrne (Comiczeichner)

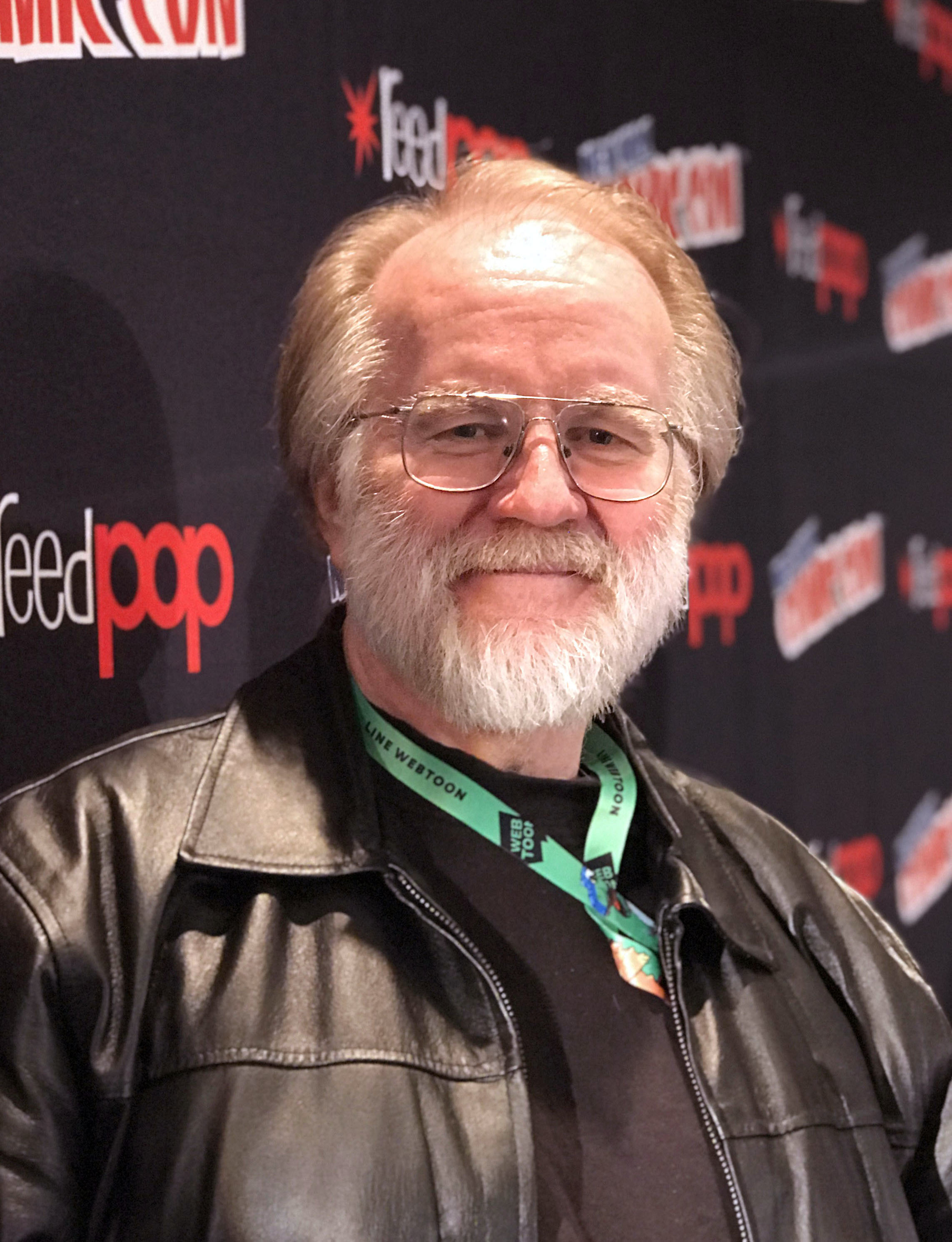
John Byrne (2017)

John Lindley Byrne (* 6. Juli 1950 in Walsall, England) ist ein britisch-amerikanischer Comicautor und -zeichner.

## Leben und Karriere

### Kindheit und Jugend
Byrne wurde 1950 in Walsall, England, als Sohn von Frank und Nelsie Byrne geboren. Bereits mit acht Jahren siedelte er, nachdem er zeitweilig bei seiner Großmutter gelebt hatte, gemeinsam mit seinen Eltern nach Kanada über. Dort begann Byrne, der seit seiner Geburt farbenblind ist, nach der Schule am Alberta College of Art in Calgary zu studieren. Dieses verließ er nach nur zwei Jahren Studium, um als freischaffender Künstler zu arbeiten.

### Künstlerische Anfänge bei Charlton und Marvel (1973–1985)
Im Jahr 1973 heuerte Byrne bei dem kleinen Verlag Charlton Comics an, für den er die Serien Wheelie and the Chopper Bunch und Doomsday + 1 betreute. 1974 wurde er von dem Verlag Marvel Comics engagiert, für den er Reihen wie Iron Fist und Champions gestaltete, bis er 1977 als Nachfolger des Künstlers Dave Cockrum den Job des ständigen Zeichners für die schwächelnde Serie Uncanny X-Men übernahm (beginnend mit #108). Byrnes Compagnon bei dieser Reihe war der Autor Chris Claremont. Die Partnerschaft zwischen Byrne und Claremont erwies sich als äußerst fruchtbar: Gemeinsam schufen sie wirkungsreiche Stories wie die Dark Phoenix Saga und Days of Future Past. Dabei trat Byrne, nachdem er anfangs ausschließlich als Zeichner tätig gewesen war, auch zusehends als Co-Autor in Erscheinung. Gemeinsam entwickelte das Duo bekannte und populäre Figuren wie Sebastian Shaw oder die kanadische Heldentruppe Alpha Flight. Letztere erhielt aufgrund ihrer enormen Popularität 1983 schließlich sogar eine eigene Serie. Byrne verließ die Uncanny X-Men nach künstlerischen Differenzen mit Claremont schließlich mit Ausgabe #143. Die Serie war inzwischen zu der kommerziell erfolgreichsten Comic-Reihe auf dem US-amerikanischen Markt geworden.
Zusätzlich zu seiner Arbeit an der von ihm geschaffenen Reihe Alpha Flight übernahm Byrne 1981 zudem die Reihe Fantastic Four, die er sowohl als Autor wie auch als Zeichner gestaltete. Seine Arbeit an dieser Reihe erfreute sich sowohl bei der breiten Leserschaft als auch bei den Kritikern großer Beliebtheit, Byrnes Geschichten und Zeichnungen wurden häufig als die beste Interpretation der Figuren seit mehr als 20 Jahren, seit den ersten Geschichten um das Heldenteam, gefeiert. Weitere Arbeiten dieser Jahre waren sechs Ausgaben der Serie Hulk (#314–319)

### Byrnes mittlere Jahre (1986–1999)
Mitte der 1980er Jahre erhielt Byrne auf Vermittlung von Marv Wolfman den Auftrag, die traditionsreiche Comicfigur Superman generalzuüberholen und eine völlig neue, der „modernen Gegenwart der 1980er Jahre angepasste“ Interpretation des Charakters auszuarbeiten. Der Entwurf, den er schließlich vorlegte, wurde von Jenette Kahn, der damaligen Präsidentin des DC-Verlages, der die Rechte an Superman hält, und ihrem Executive-President Dick Giordano gebilligt, und Byrne 1986 als neuer Stammkünstler der Superman-Serie(n) engagiert.
Noch im selben Jahr veröffentlichte DC die sechsteilige Miniserie Man of Steel, in der Byrne die Herkunftsgeschichte des ikonenhaften Urvaters aller Superhelden noch einmal neu erzählte. Dabei mischte er auf geschickte Weise klassische Elemente mit zeitgemäßen Modernismen, die an die Verhältnisse der 1980er Jahre angepasst wurden: Byrne schrieb zahlreiche alte Figuren – Nebenfiguren wie Schurken – aus der Serie heraus, verpasste anderen eine neue Persönlichkeit, ein gewandeltes Aussehen oder eine differente Hintergrundgeschichte im Vergleich zur alten Version, redesignte Supermans Heimatstadt Metropolis und seinen Herkunftsplaneten Krypton und bereicherte die Superman-Serie zudem um zahlreiche neue Figuren wie Maggie Sawyer, die Leiterin der Spezialeinheit der Polizei von Supermans Heimatstadt Metropolis, die Wissenschaftlerin Kitty Faulkner, den Dämonen Skyhook, die Aliens Psi-Phon und Dreadnought, den intriganten Zwerg Sleez und den geisteskranken Professor Taddaeus Killgrave. Der Byrne’sche „Reboot“ des Superman-Stoffes stieß dabei auf ein umfangreiches mediales Echo: So berichtete 1986 etwa die New York Times von dem Projekt. Dem Time Magazine war Byrnes Arbeit an Superman anlässlich des 50. „Geburtstages“ der Comicfigur im Jahr 1988 sogar eine Titelstory wert.
Byrne gestaltete während seines knapp zwei Jahre dauernden Runs an Superman die monatlich erscheinenden fortlaufenden Kernserien Superman und Action Comics, damals eine Art Superman-Team-Up-Reihe, sowohl als Autor als auch als Zeichner. Hinzu kamen die drei jeweils vierteiligen Miniserien World of Metropolis, World of Krypton und World of Smallville und schließlich kurzzeitig, nach dem Weggang von Marv Wolfman, der die Serie zuvor betreut hatte, die Autorenschaft für die dritte monatliche Superman-Serie Adventures of Superman. Von dem Arbeitspensum, monatlich drei Serien schreiben und zwei davon zeichnen zu müssen – Byrnes Geschichten für Adventures of Superman wurden von Jerry Ordway illustriert – fühlte sich Byrne schließlich überfordert, sodass er die Arbeit an Superman komplett aufgab und Autoren- und Zeichnerjobs für alle Serien abgab. Während Ordway zusätzlich zu seinen Aufgaben als Zeichner auch die Autorenschaft der Adventures of Superman übernahm, übergab Byrne die eigentliche Superman-Serie seinem Freund Roger Stern, während George Pérez die Action Comics übernahm.

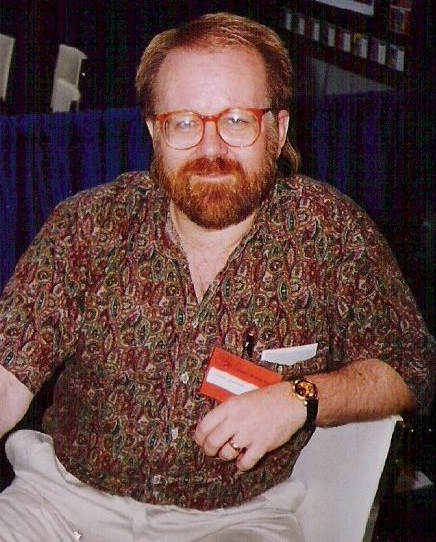
John Byrne (1992)

1989 kehrte Byrne schließlich zu Marvel Comics zurück, wo er die Serien Avengers West Coast und Wolverine als Autor und Zeichner übernahm. Danach widmete er sich dem Unterwassercomic Namor the Submariner und der humoristisch gefärbten Serie She-Hulk, die sich wegen ihrer augenzwinkernden Komik großer Popularität erfreute. Es folgten Arbeiten an der Marvel-Serien Iron Man (#258–277), für die er mit Zeichner Paul Ryan zusammenarbeitete, sowie einige unabhängige Projekte wie Next Men (30 Ausgaben), Babe und Danger Unlimited. Für diese Projekte gründete Byrne gemeinsam mit Frank Miller und Walt Simonson das Imprint Legends für den Verlag Dark Horse Comics, der diese Comics vermarktete, während die Rechte bei Byrne als Privatmann lagen.
In den mittleren und späten 1990ern gestaltete er unter anderem Reihen wie Jack Kirby’s Fourth World, um die von seinem großen Vorbild Kirby in den 1970ern geschaffene außerirdische Rasse der „New Gods“, Wonder Woman, die vierteilige Miniserie Genesis (1997) und die ebenfalls vierteilige Reihe von Prestige-Bänden Superman & Batman: Generations (1998). Dem Versuch, in den späten 1990er Jahren den Marvel-Helden Spider-Man generalzuüberholen wie dereinst Superman in den 1980ern, war nur wenig Erfolg beschieden: Byrnes Arbeit an der neugestarteten Serie Amazing Spider-Man – die er als Partner von Autor Howard Mackie zeichnete – wurde ebenso wie die eigens neu geschaffene Reihe Spider-Man: Chapter One von den Lesern mehrheitlich abgelehnt. Die von Byrne gemeinsam mit dem Autor Roger Stern erdachte Reihe Marvel: The Lost Generation und X-Men - The Hidden Years waren hingegen recht populär. Danach betätigte er sich unter anderem als Zeichner für die Reihe Orion.
Daneben verfasste er die Romane Whipping Boy und Wonder Woman: Gods and Goddesses.

### Projekte in jüngerer Vergangenheit
1999 übernahm Byrne erneut die Autorenpflichten für die Marvel-Serie Hulk, verließ diese jedoch erneut – wie schon 1986 – vorzeitig, nachdem es zu künstlerischen Differenzen mit der Verlagsleitung über die Richtung kam, die er mit der Hauptfigur einzuschlagen beabsichtigte. Er stellte lediglich sieben Ausgaben und ein Annual seines auf ein Jahr angelegten Runs fertig, die von Ron Garney zeichnerisch umgesetzt wurden. Es folgte eine knapp zwei Jahre (1999–2001) dauernde, 22 Ausgaben umfassende Arbeit an der Serie X-Men: The Hidden Years.
Von 2004 bis 2006 schrieb und zeichnete Byrne die Fantasy-Serie Blood of the Demon über den von Jack Kirby erfundenen Dämon Etrigan. Es folgten Engagements als Zeichner der ersten drei Ausgaben der neugestarteten Superhelden-Serie Atom, sowie von fünf Ausgaben der Serie JLA (#94–99) und von neun, von Gail Simone geschriebenen, Ausgaben der Action Comics (#827–835).

## Künstlerischer Stil und Reputation
Byrne zählt zu den umstrittensten Figuren der US-amerikanischen Comicindustrie. Einerseits wird er aufgrund seines dynamischen Zeichenstils – der erkennbar an dem klassischen Stil Jack Kirbys und dem naturalistischen Duktus von Neal Adams geschult ist und vor allem durch seinen detailarmen Realismus auffällt – und seiner unbestritten fruchtbaren und produktiven Phantasie bewundert und respektiert, andererseits werfen viele Kollegen und Leser Byrne als betreuendem Autoren und Zeichner von fortlaufenden Serien respektlosen Umgang mit den Arbeiten seiner Vorgänger vor, die er nach der Übernahme von Serien häufig geflissentlich ignoriert. Zudem steht er in dem Ruf, ein Egomane und über Gebühr selbstbewusst zu sein.
Zu den Künstlern, die angeben, ihren eigenen Stil an dem von Byrnes geschult zu haben, zählen unter anderem Todd McFarlane, George Pérez und Jim Lee.

## Privatleben
Byrne, der in erster Ehe 15 Jahre lang mit der Fotografin Andrea Braun Byrne verheiratet war, ist geschieden und lebt seitdem in Connecticut.

## Auszeichnungen
Byrne wurde im Laufe der Jahre mit zahlreichen Preisen für seine Arbeit ausgezeichnet. So erhielt er 1985 und 1997 den Comics Buyer’s Guide Fan Award für den beliebtesten Autoren (insgesamt sechs Nominierungen) und 1992 den Squiddy Award für den beliebtesten Zeichner. Zudem wurde er fünfmal für den Comic Buyer’s Award für das beste Titelbild und zweimal für die besten Tuschearbeiten nominiert.

## Bibliographie

### Arbeiten für Marvel Comics
- Alpha Flight (1983–1985)
- Avengers and Avengers West Coast (1989–1999)
- Captain America (1979–1980, Zeichner)
- Fantastic Four (1979–1986)
- Iron Man (1990–1992, Autor) #258–277; Annual #10 (Zeichner, 1989)
- The Incredible Hulk #314–319 (Autor/Zeichner, 1985–1986)
- Hulk #1–7 (Autor, 1999); Annual 1 (Autor, 1999)
- Marvel: The Lost Generation (2000–2001)
- Namor the Sub-Mariner (1990–1992)
- New Mutants vol. 1 #75
- She-Hulk (1989, 1991–1993)
- Spider-Man: Chapter One (1998–1999)
- The Amazing Spider-Man vol. 1 #189, 190, 206 (Zeichner); 249, 268, 296 (Cover Artist); 440–441 (Autor, 1998)
- The Amazing Spider-Man vol. 2 (1999–2000; Zeichner der Ausgaben #1–18; Autor von #13 and 14)
- Uncanny X-Men (1977–1981 Co-Autor und Zeichner; 1991–1992 Autor)
- X-Men: The Hidden Years #1–22 (Autor/Zeichner, 1999–2001)

### DC Comics
- Action Comics (1987–1988 Autor/Zeichner; 2005–2006 Zeichner artist); Annual 1 (Autor, 1987); Annual 6 (1994, Autor/Zeichner)
- Adventures of Superman #436–442, 444 (Autor, 1988); Annual #2 (Inker, 1990)
- Blood of the Demon #1–15 (Autor/Zeichner, 2005–2006)
- Doom Patrol #1–18 (Autor/Zeichner, 2004–2005)
- Man of Steel (Autor/Zeichner, 1986) (6 Hefte, Miniserie)
- Green Lantern: Ganthet’s Tale (Autor und Zeichner, gemeinsam mit Larry Niven), 1992, ISBN 1-56389-026-7
- Jack Kirby’s Fourth World #1–20 (Autor/Zeichner, 1997–1998)
- JLA (2004, “Tenth Circle”-Storyline, gemeinsam Chris Claremont)
- Lab Rats (2002–2003)
- Legends (1986, #1–6, Miniserie)
- New Gods (vol. 4) #12–15 (Autor/Zeichner)
- OMAC (1991, Miniserie)
- Superman (vol. 2) (1986–1988 als Autor und Zeichner; Autor #1–22; Zeichner #1–17, 19–22); 50 (Zeichner); Annual 1 (1987, writer);

Annual 2 (1988, Autor und Zeichner der Backup-Story)
- Superman: The Earth Stealers (1988, Autor)
- Superman & Batman: Generations (1999, 2001, 2003;)
- World of Krypton #1–4 (1987, Miniserie) (Autor und Cover-Zeichner)
- World of Metropolis #1–4 (1988, Miniserie) (Autor und Cover-Zeichner)
- World of Smallville #1–4 (1988, Miniserie) (Autor und Cover-Zeichner)
- The All-New Atom (2006)
- Wonder Woman (Volume 2, #101–136, 1995–1998)

### Arbeiten für Dark Horse
- Babe (1994)
- Danger Unlimited (1993)
- John Byrne’s 2112 (1991)
- John Byrne’s Next Men (1992–1994)

### Romane
- John L. Byrne’s Fear Book. 1988, ISBN 0-446-34814-7.
- Whipping Boy. 1992, ISBN 0-440-21171-9.
- Wonder Woman: Gods and Goddesses. 1997, ISBN 0-7615-0483-4.

### Webcomics
- You Go, Ghoul! (2004)